# Шлак

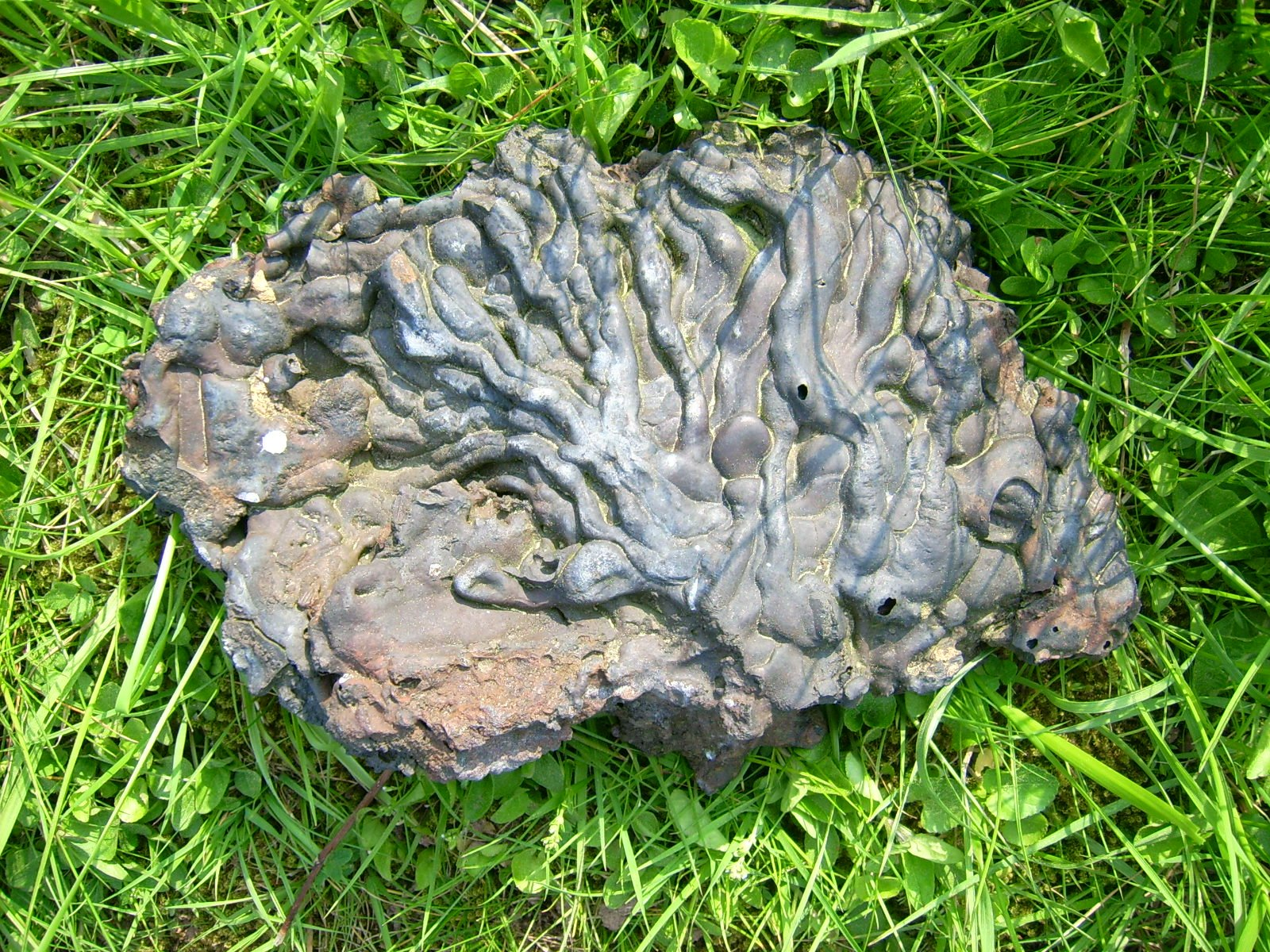
Шлак из сыродутной печи

Шлак (шлаг) (от нем. Schlack) в металлургии — побочный продукт или отход от производства металла после очистки от остатков ценных компонентов, отправляемый в отвал. Однако, в некоторых случаях основным продуктом плавки, содержащим наиболее ценный компонент сырья, является именно шлак: например, титановые шлаки, получаемые при плавке ильменитовых концентратов и ванадиевые шлаки, образующиеся при конвертировании ванадийсодержащего чугуна).

## Применение

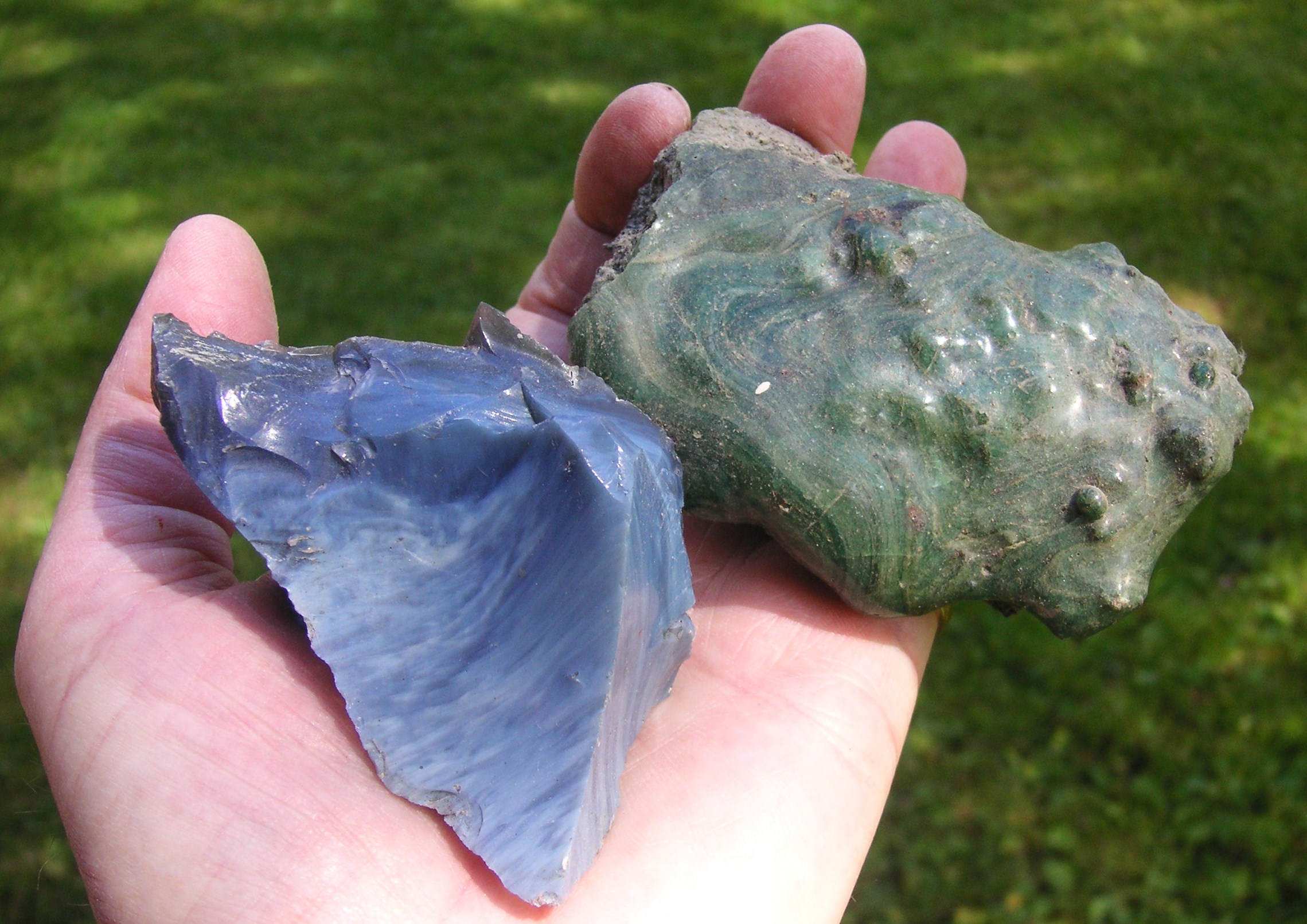
Шлак в стеклоподобной форме

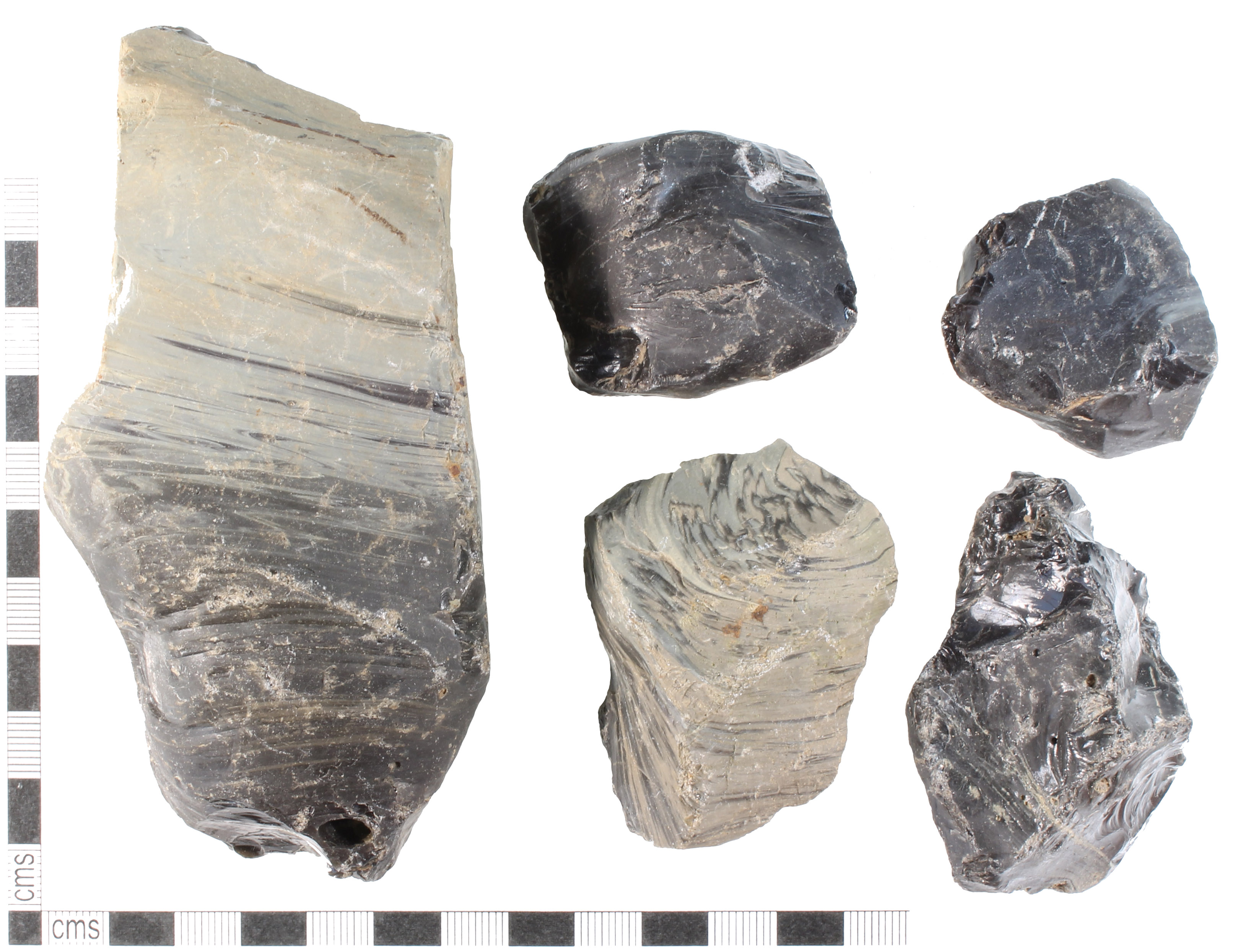
Шлак средневековых доменных печей, найденный при раскопках в графстве Кент

Шлак применяется для изготовления стройматериалов (кирпич, черепица), в качестве добавки к цементу (существуют также цементы полностью изготавливаемые из шлака), а также в качестве удобрения.
Твёрдые отходы некоторых химических производств и спёкшаяся зола от сжигания твёрдого и мягкого топлива (например, каменного угля или мазута) также называют шлаками.
Доменные шлаки, как правило, подвергаются грануляции. Основные пути утилизации шлаков сталеплавильного производства следующие:
- извлечение металла;
- получение железо-флюса для вагранок и аглодоменного производства;
- получение щебня для дорожного и промышленного строительства;
- использование основных шлаков в качестве известковых удобрений (шлаковой муки) для сельского хозяйства;
- использование фосфорсодержащих шлаков для получения удобрений для сельского хозяйства;
- вторичное использование конечных сталеплавильных шлаков[6].